# Patrick Roux (archer)
Pour les articles homonymes, voir Patrick Roux et Roux.
Patrick Roux (né le 10 août 1972) est un archer sud-africain. Il est double médaillé aux championnats du monde de tir à l'arc.

## Biographie
Patrick Roux fait ses premières compétitions internationales en 2011. En 2013, il remporte l'argent des épreuves de tir à l'arc par équipe homme lors des championnats du monde. En 2015, il réitère en remportant le bronze lors de l'épreuve par équipe mixte.
Il est marié à l'archère Gerda Roux, également médaillée de bronze en arc à poulie lors des Mondiaux de 2013.

## Palmarès
- Championnats du monde[1]
  -  Médaille d'argent à l'épreuve par équipe homme aux championnats du monde 2013 à Belek (avec Gabriel Badenhorst et DP Bierman).
  -  Médaille de bronze à l'épreuve par équipe mixte aux championnats du monde 2015 à Copenhague (avec Sera Cornelius).

- Coupe du monde[1]
  -  Médaille d'argent à l'épreuve par équipe homme à la coupe du monde 2013 de Wrocław.

- Championnats d'Afrique[1]
  -  Médaille d'or à l'épreuve par équipe homme aux championnats d'Afrique 2016 à Windhoek.
  -  Médaille d'or à l'épreuve par équipe mixte aux championnats d'Afrique 2016 à Windhoek.
  -  Médaille de bronze à l'épreuve individuelle homme aux championnats d'Afrique 2016 à Windhoek.